# Odontopera completa
Odontopera completa är en fjärilsart som beskrevs av Joannis 1929. Odontopera completa ingår i släktet Odontopera och familjen mätare. Inga underarter finns listade i Catalogue of Life.